# Panikattacke
Als Panikattacke wird das einzelne plötzliche und in der Regel nur einige Minuten anhaltende Auftreten einer körperlichen und psychischen Alarmreaktion (fight or flight) ohne objektiven äußeren Anlass bezeichnet. Oft ist den Betroffenen nicht klar, dass ihre Symptome Ausdruck einer Panikreaktion sind. Die damit verbundenen körperlichen Reaktionen werden oft als (lebens-)bedrohlich erlebt, was die Angst und Panik weiter steigert.
Seltener können sich Panikattacken über einen längeren Zeitraum (bis zu mehreren Stunden) mit abgeschwächten Symptomen erstrecken. Vereinzelt stehen auch nur die psychischen Symptome (Angstgedanken, Derealisation und Depersonalisation) im Vordergrund, während körperliche Symptome kaum bemerkt werden. Beiden Gruppen gemeinsam ist, dass die Symptome oft nicht als Auswirkung einer Panik erkannt werden.

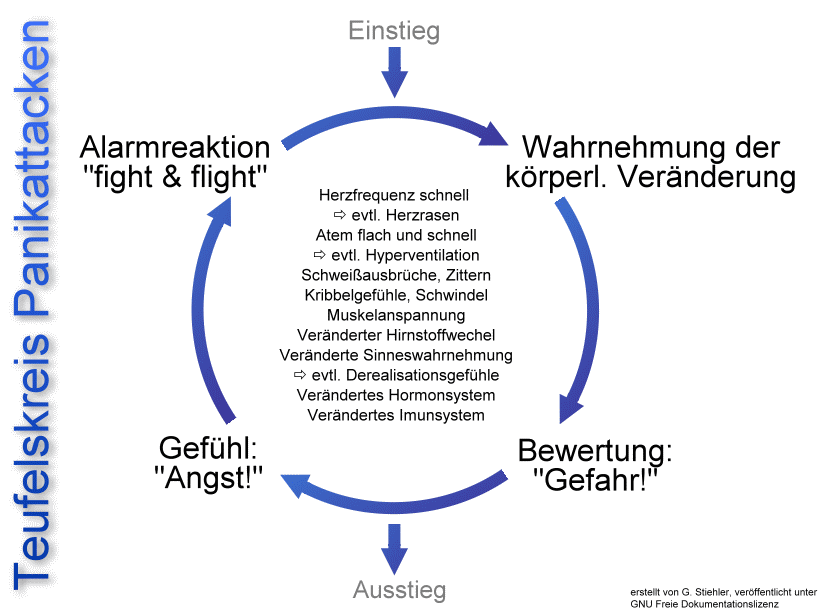
Teufelskreis Panikattacken

## Typische Symptome
- Atemnot, Engegefühl in Brust und Kehle
- Hyperventilation (als Folge Kribbelgefühle in Gesicht und Händen, Muskelkrämpfe)
- Herzrasen
- Schweißausbrüche
- Zittern, Schwindel, Übelkeit
- Angstgedanken („Das ist ein Herzinfarkt“, „Jetzt sterbe ich gleich“, „Ich werde verrückt“)
- Depersonalisationsgefühle („Neben sich stehen“, „Nicht mehr ich selber sein“)
- Derealisationsgefühle (Umgebung wird als fremd, unwirklich wahrgenommen)
- Angst davor, Haus oder Wohnung zu verlassen, da etwas passieren könnte[1]

## Ursachen und Therapie
Ausgelöst – und aufrechterhalten – werden die Panikattacken oft von automatisierten emotionalen und gedanklichen Fehlinterpretationen körperlicher Wahrnehmungen, was auch unter dem Begriff Panik-Teufelskreis beschrieben wird. Betroffene achten oft vermehrt auf die Symptome und warten regelrecht darauf, dass sie wieder auftreten. Wiederkehrende Panikattacken können die Lebensführung schwer beeinträchtigen und werden als Panikstörung diagnostiziert.
Panikattacken treten oft auch in Zusammenhang mit anderen psychischen Störungen wie Agoraphobie und anderen Angststörungen, depressiven Störungen  oder der posttraumatischen Belastungsstörung auf und lassen sich in der Regel im Rahmen einer Psychotherapie gut behandeln. Zur Behandlung akuter Panikattacken werden in schweren Fällen kurzzeitig Benzodiazepine eingesetzt. Da diese aber ein großes Suchtpotenzial bergen, sind sie nicht für längerfristigen Einsatz geeignet. Auch gesunde schüchterne Kinder und Jugendliche erleben von der Pubertät an gelegentliche Panikattacken, etwa in Prüfungssituationen.
Panikzustände können seltener auch als Symptom im Rahmen körperlicher Erkrankungen auftreten. Zum Beispiel bei endokrinologischen Erkrankungen, bei Erkrankungen des zentralen Nervensystems, der Schilddrüse, des Herzens, der Nebennieren sowie bei zahlreichen Tumorerkrankungen wie z. B. dem Phäochromozytom. Diesen Erkrankungen ist gemeinsam, dass sie auf verschiedenen Wegen zu Veränderungen der Aktivität des Sympathikus oder einer veränderten Ausschüttung von Adrenalin, Noradrenalin oder Cortisol führen. Die Therapie organisch bedingter Paniksymptome erfolgt medizinisch durch die Beseitigung der verursachenden Erkrankung.